# Gruppo Sportivo Hockey Trissino
Actualités
Le Gruppo Sportivo Hockey Trissino (GSH Trissino) est un club de rink hockey fondé en 1961 et situé à Trissino dans la Province de Vicence en Italie. Il évolue dans le Championnat d'Italie masculin de rink hockey.

## Historique
En 2022, le GHS Trissino remporte la WSE Champions League. C'est le 1er titre de leur histoire sur la scène internationale. Ils battent les portugais du AD Valongo en finale

## Palmarès
| Compétitions nationales | Compétitions internationales                                                                   |
| - Championnat d'Italie (4) - Champion : 1978, 2022, 2023 et 2025 - Coupe d'Italie (3) - Vainqueur : 1974, 2023 et 2025 - Supercoupe d'Italie (2) - Vainqueur : 2022 et 2023 | - WSE Champions League (1) - Vainqueur : 2022 - WS Intercontinental Cup (1) - Vainqueur : 2022 |